# Andrzej Kozłowski (geolog)
Andrzej Janusz Kozłowski (ur. 21 listopada 1946 w Warszawie) – polski geolog, specjalizujący się w geochemii, mineralogii, petrologii i złożach surowców mineralnych. Profesor Uniwersytetu Warszawskiego, członek Polskiej Akademii Nauk – Wydziału Nauk Ścisłych i Nauk o Ziemi. Popularyzator wiedzy o geologii.

## Życiorys
W 1964 rozpoczął studia na Wydziale Geologii Uniwersytetu Warszawskiego. Pracę magisterską pt. Kwarc pomagmowy masywu strzegomskiego i karkonoskiego; jego środowisko krystalizacji i pierwiastki śladowe obronił z wyróżnieniem w kwietniu 1970. W listopadzie 1969 został zatrudniony w Instytucie Geochemii, Mineralogii i Petrografii UW.
W 1978 uzyskał stopień doktora nauk o Ziemi. Tytuł rozprawy doktorskiej brzmiał: Pneumatolytic and hydrothermal activity in the Karkonosze-Izera block. Promotorem pracy był prof. dr hab. Zygmunt Waleńczak, recenzentami byli prof. dr Antoni Polański i prof. dr hab. Witold Żabiński.
25 września 1997 uzyskał stopień naukowy doktora habilitowanego. Rozprawą habilitacyjną była monografia pt. Pochodzenie kruszców Zn-Pb w rejonie olkuskim i chrzanowskim – model oparty na inkluzjach fluidalnych, była ona rezultatem badań warunków powstania śląsko-krakowskich złóż cynku i ołowiu w ramach współpracy z Państwowym Instytutem Geologicznym w Warszawie. Badania finansowane były przez Polsko-Amerykański Fundusz im. M. Skłodowskiej-Curie II (projekt kierowany przez dr E. Górecką pt. Genetyczny model złóż cynkowo-ołowianych regionu śląsko-krakowskiego).
W 2000 został mianowany na stanowisko profesora UW.
31 października 2007 otrzymał tytuł naukowy profesora nauk o Ziemi.
W latach 2005–2012 sprawował funkcję dziekana Wydziale Geologii Uniwersytetu Warszawskiego.
Jest członkiem Polskiego Towarzystwa Mineralogicznego.

## Dydaktyka
W przeszłości prowadził liczne zajęcia dla studentów wielu lat studiów. Obecnie prowadzi zajęcia dla studentów Wydziału Geologii Uniwersytetu Warszawskiego z obowiązkowych przedmiotów Geochemia, Mineralogia (na I stopniu studiów) oraz Mikroskopia kruszców (na II stopniu studiów, specjalność Geochemia, Mineralogia, Petrologia). Od wielu lat prowadzi również autorski, nieobowiązkowy przedmiot Słynne wystąpienia minerałów.

## Staże naukowe
- 1978 (3 miesiące): naukowiec wizytujący w US Geological Survey, National Center (Reston), USA – Stypendium im. Potockich
- 1981 (1 tydzień): naukowiec wizytujący w Freie Universität Berlin (Zachodni) Institut für Angewandte Geologie
- 1982 (1 miesiąc): naukowiec wizytujący w Mineralogisch-Petrographisches Institut der Universität Tübingen, RFN
- 1985 (1 miesiąc): naukowiec wizytujący w Mineralogisch-Petrographisches Institut der Universität Tübingen, RFN
- 1986–1988 (2 lata): Stypendysta Fundacji im. A. von Humboldta w Lessing Kolleg w Marburgu, RFN i Mineralogisch-Petrographisches Institut der Universität Tübingen, RFN
- 1989 (2 miesiące): Stypendysta Fundacji im. A. von Humboldta w Mineralogisch-Petrographisches Institut der Universität Tübingen, RFN
- 1991 (1 tydzień: naukowiec wizytujący w Institut für Mineralogie, Petrologie und Geochemie der Universität Tübingen, RFN
- 1992 (5 tygodni): naukowiec wizytujący w US Geological Survey (Reston, Denver, Flagstaff), USA
- 1992 (2 tygodnie): naukowiec wizytujący w Institut für Mineralogie, Petrologie und Geochemie der Universität Tübingen, RFN
- 1993 (2 tygodnie): naukowiec wizytujący w US Geological Survey Federal Center (Denver)
- 1994 (2 tygodnie): naukowiec wizytujący w Institut für Mineralogie, Petrologie und Geochemie der Universität Tübingen, RFN
- 1995 (1 tydzień): Udział w Field Course of the Irish Association for Economic Geology „Carbonate-Hosted Base Metal Deposits”, Irlandia
- 1994 (2 tygodnie): naukowiec wizytujący w Institut für Mineralogie, Petrologie und Geochemie der Universität Tübingen, RFN
- 1995–1996 (3 miesiące): naukowiec wizytujący w Institut für Mineralogie, Petrologie und Geochemie der Universität Tübingen, RFN

## Wybrana bibliografia
- Kozłowski A. Pneumatolytic and hydrothermal activity in the Karkonosze-Izera block, Acta Geol. Polon. v 28 no 2 p 172-222, 1978
- Kozłowski A., Speczik S., Z geologią za pan brat, Wydawnictwo Iskry, Warszawa 1988
- Kozłowski A., Origin of Zn-Pb ores in the Olkusz and Chrzanów districts: a model based on fluid inclusions, Acta Geol. Polon., v. 45 no. 1-2, 83-141, 1995
- Kozłowski A., Wiszniewska J. (Editors), Granitoids in Poland, AM Monograph No. 1, Warsaw, 2007